# I dodici mesi (fiaba)

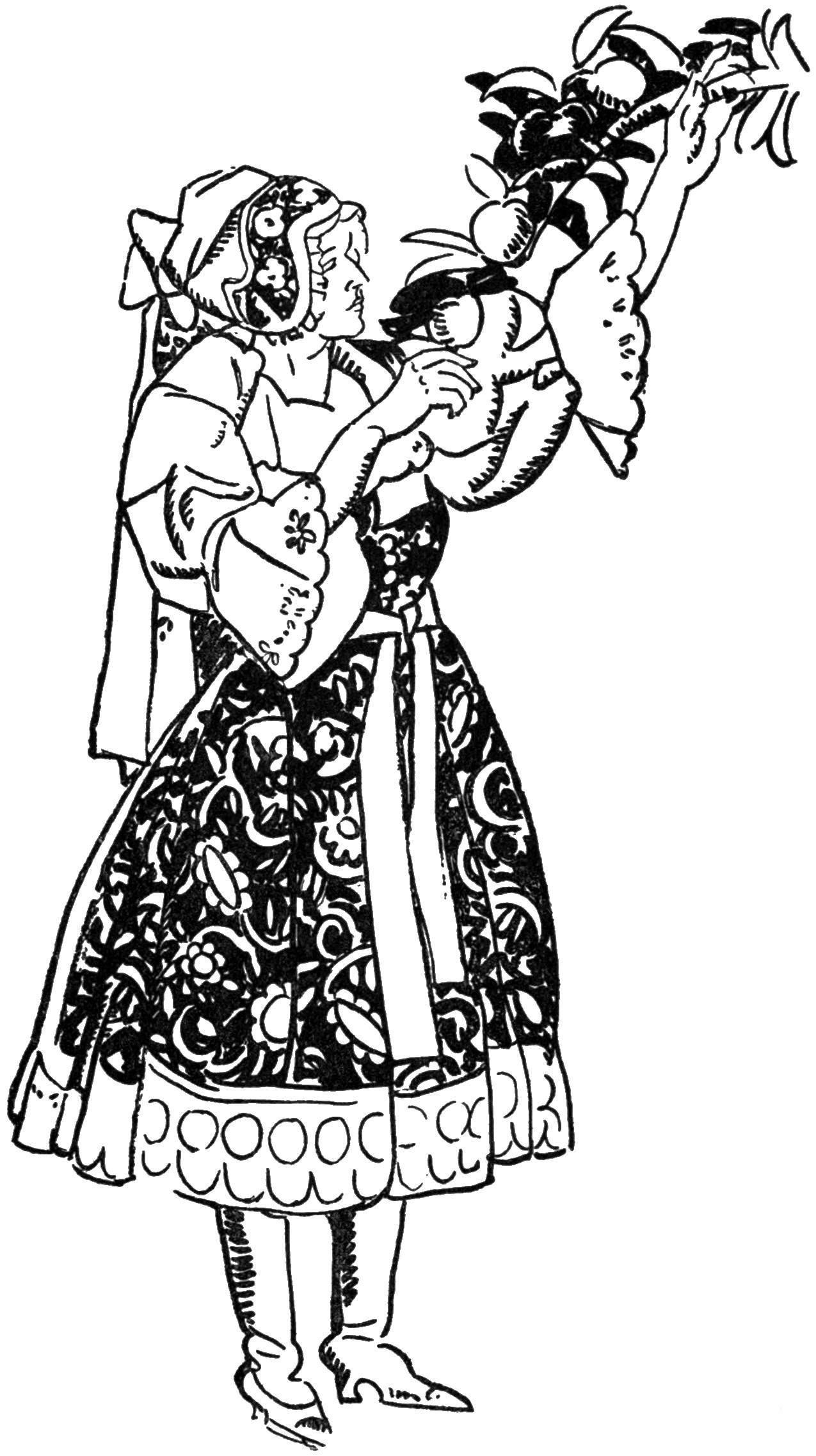
Maruška coglie una mela. Illustrazione di Jan Matulka del 1920.

I dodici mesi (in ceco: O dvanácti měsíčkách) è una fiaba popolare slovacca, riportata in lingua ceca dalla scrittrice Božena Němcová nell'almanacco del 1855 Lada Nióla, pubblicato nel 1854 da Josef Václav Frič.

## Trama
La bella e gentile fanciulla Maruška viene obbligata dalla matrigna ad addentrarsi d'inverno nella foresta per svolgere dei compiti impossibili. La giovane deve cogliere delle violette primaverili, delle fragole estive e delle mele autunnali per il compleanno della sua sorellastra Holena. Durante la tormenta la ragazza incontra le personificazioni dei dodici mesi dell'anno attorno ad un falò. La fanciulla chiede gentilmente ai mesi di potersi scaldare davanti al fuoco. Questi ascoltano la storia della fanciulla e decidono di aiutarla. Su ordine dell'anziano Gennaio il piccolo Marzo, il giovane Aprile e il maturo Settembre, creano rispettivamente per lei: delle violette, delle fragole e delle mele. Quando Maruška torna a casa la matrigna e Holena prendono i doni senza una parola di ringraziamento. Holena decide di andare anche lei nella foresta innevata per ottenere altri regali, ma i mesi spariscono portandosi dietro il falò, lasciandola da sola al freddo e affamata per l'eternità. Lo stesso destino viene riservato alla matrigna, mentre Maruška resta nella sua casa e sposa un fattore gentile con cui vive felice e contenta.

## Classificazione
Secondo il sistema di classificazione Aarne-Thompson la fiaba appartiene al tipo 480, The Kind and Unkind Girls, al quale appartengono anche I tre ometti nel bosco, Le fate e Frau Holle. Secondo lo studioso Warren Roberts, racconti del tipo 480 incentrati sui dodici mesi appaiono in paesi dell'Europa sudorientale come: Italia, Grecia, Russia, Polonia, Slovacchia, Jugoslavia e Bulgaria. Inoltre, i personaggi dei dodici mesi appaiono anche nel tipo 510A, Cinderella.

## Origini
La fiaba venne menzionata per la prima volta nel XIV secolo sotto forma di sermone dallo scrittore, medico e canonico Klaret da Chlumec nad Cidlinou nel suo Exemplarius auctorum (1366), ed è perciò spesso considerata la più antica fiaba ceca.
Božena Němcová diede alla fiaba il sottotitolo "Un racconto slovacco della regione di Trenčín" (Pohádka slovenská z okolí trenčínského). È stato riportato che la fiaba le sia stata narrata dalla sua domestica Márka a Balassagyarmat in Ungheria, dove la scrittrice visse nel 1852.

## Adattamenti

### Teatro
Nel 1943 la fiaba è stata trasposta in un'opera teatrale omonima dallo scrittore russo Samuil Jakovlevič Maršak, messa in scena per la prima volta nel 1945 al Teatro dei Pionieri di Sverdlovsk. Rispetto al breve racconto originale la trama dell'opera viene ampliata e presenta alcuni nuovi personaggi, in particolare quello della piccola regina viziata che stringe amicizia con la protagonista. Da questa versione sono stati tratti la maggior parte degli adattamenti cinematografici e televisivi.

### Cinema
- I dodici mesi, film d'animazione sovietico del 1956 di Ivan Ivanov-Vano, tratto dall'opera di Maršak.
- Mori wa ikiteiru, film giapponese del 1956 di Sotoji Kimura, tratto dall'opera di Maršak.
- I dodici mesi, film d'animazione giapponese del 1980 di Yugo Serikawa, Kimio Yabuki e Tetsuo Imazawa, tratto dall'opera di Maršak.
- 12 mesyatsev. Novaya skazka, film russo del 2015 di Denis Eleonskiy, liberamente tratto dall'opera di Maršak.

### Televisione
- I dodici mesi, film televisivo sovietico in due parti del 1972 di Anatolij Michajlovič Granik, tratto dall'opera di Maršak.
- I dodici mesi, episodio del 1976 della serie anime giapponese Fiabe... così.
- Dvanáct měsíčků, film televisivo ceco del 1992 di Libuše Koutná.
- Dvanáct mesícku, film televisivo ceco del 2012 di Karel Janák.